# Donnya Piggott
Donnya "Zi" Piggott es una emprendedora tecnológica, diseñadora y defensora de los derechos humanos de Barbados. En 2012, cofundó B-GLAD, una organización de apoyo a personas LGBT en Barbados. En 2015, recibió el Premio Queen's Young Leader por su activismo para cambiar las vidas de los jóvenes. Donnya es actualmente la directora ejecutiva y cofundadora de Pink Coconuts.

## Biografía
Donnya Piggott nació en 1990 en Barbados. Asistió a la Universidad de las Indias Occidentales. En 2012, Piggott fundó una asociación Barbados Gays, Lesbians and All-Sexuals Against Discrimination (B-GLAD) como organización para crear un mecanismo educativo y abrir el diálogo público de manera solidaria para la comunidad LGBT de Barbados. En una entrevista de 2020, Piggott reveló que ser una joven lesbiana sin hogar a la edad de 22 años fue lo que la motivó a fundar la organización, especialmente para otras personas que también necesitaban una comunidad LGBT.
Según Piggott, su organización se centra en la humanidad común de las personas. Piggott cree que abordar la homosexualidad desde un punto de vista moral resulta en un punto muerto. En cambio, cree que las cuestiones de interés pasan por cuestionarse si la discriminación es legal y si debería existir para todas las personas igualdad de oportunidades de empleo y protección ante la ley.
En junio de 2014, Piggott se unió a otros grupos de apoyo LGBT en todo el Caribe en un proyecto llamado Generation Change. Activistas de la región pidieron a los jefes de Estado que abarquen a todos los miembros de la sociedad y eliminen las leyes y costumbres discriminatorias. En respuesta al llamamiento de B-GLAD, el Primer Ministro Freundel Stuart dijo que estaba comprometido a eliminar la discriminación para todos los compatriotas, incluida la comunidad LGBT. Un estudio realizado por B-GLAD en 2014, The State of LGBT Barbados: A Brief Overview, encontró que el estigma y la discriminación, la legislación desigual y homofóbica y la falta de aceptación producen una "opresión encubierta" para la población LGBT. Piggott subrayó que la dureza de la ley barbadense, que prevé la cadena perpetua para actos sexuales consentidos, provoca sentimientos de no aceptación, depresión, abuso de sustancias y ausencia de la escuela por miedo a la discriminación.
En enero de 2015, Piggott fue nombrada una de las ganadores del Premio Queen's Young Leader. El premio brinda reconocimiento a jóvenes líderes de toda la Commonwealth en nombre de la Reina Isabel II, Jefa de la Commonwealth y Jefa de Estado de Barbados. La reina Isabel le entregó el premio en junio de 2015.
Piggott es directora ejecutiva y fundadora de Pink Coconuts, una plataforma que conecta a los viajeros LGBTQ con alojamiento, tours y actividades seguras para la comunidad LGBTQ en todo el mundo, al tiempo que empodera las personas LGBTIQ barbadenses. Es oradora de TEDx Bridgetown y en 2017 se convirtió en becaria de la Universidad Watson, donde estudió Emprendimiento Social en Boulder. En 2019, Donnya fue nombrada ganadora del Desafío del Objetivo de Desarrollo Sostenible 10 de One Young World por su idea de impacto social detrás de Pink Coconuts.